# S.W. Isberg
Svend Wilhelm Isberg (født 10. juni 1820 i København, død 17. august 1895 i Taarbæk) var en dansk handelsmand.
Isberg blev født i København. Hans forældre var guldsmed Martin Isberg og Elisabeth f. Aarhuus. Som 16 års dreng fik han ansættelse hos handelshuset J.P. Suhr & Søn, til hvilket han vedblev at være knyttet i henimod 60 år, og til hvis fremragende stilling inden for den danske handelsstand han har medvirket. Allerede i O.B. Suhrs levetid indtog han en fremtrædende plads i forretningens ledelse, og han bestyrede den efter Suhrs død (1875), indtil han 1877 indtrådte som chef for firmaet sammen med Julius Holmblad. 1893 nødte tiltagende sygelighed ham til at trække sig tilbage fra forretningerne. Ved siden af sin private handelsvirksomhed har han deltaget i bestyrelsen af forskellige forretningsinstitutter, såsom Privatbanken, Kryolitselskabet og det kgl. Søassurancekompagni. Han blev 1876 kurator og 1890 direktør for Vajsenhuset. Isberg blev i henholdsvis 1876 og 1886 udnævnt til Ridder af Dannebrog og Dannebrogsmand, og endelig i 1890 til etatsråd. Han døde 17. august 1895 i Taarbæk og begravet på Frederiksberg Ældre Kirkegård.
Isberg er afbildet på P. S. Krøyers maleri Fra Københavns Børs.